# Les Bacchantes
Pour les articles homonymes, voir Bacchante.
 (janvier 2023).

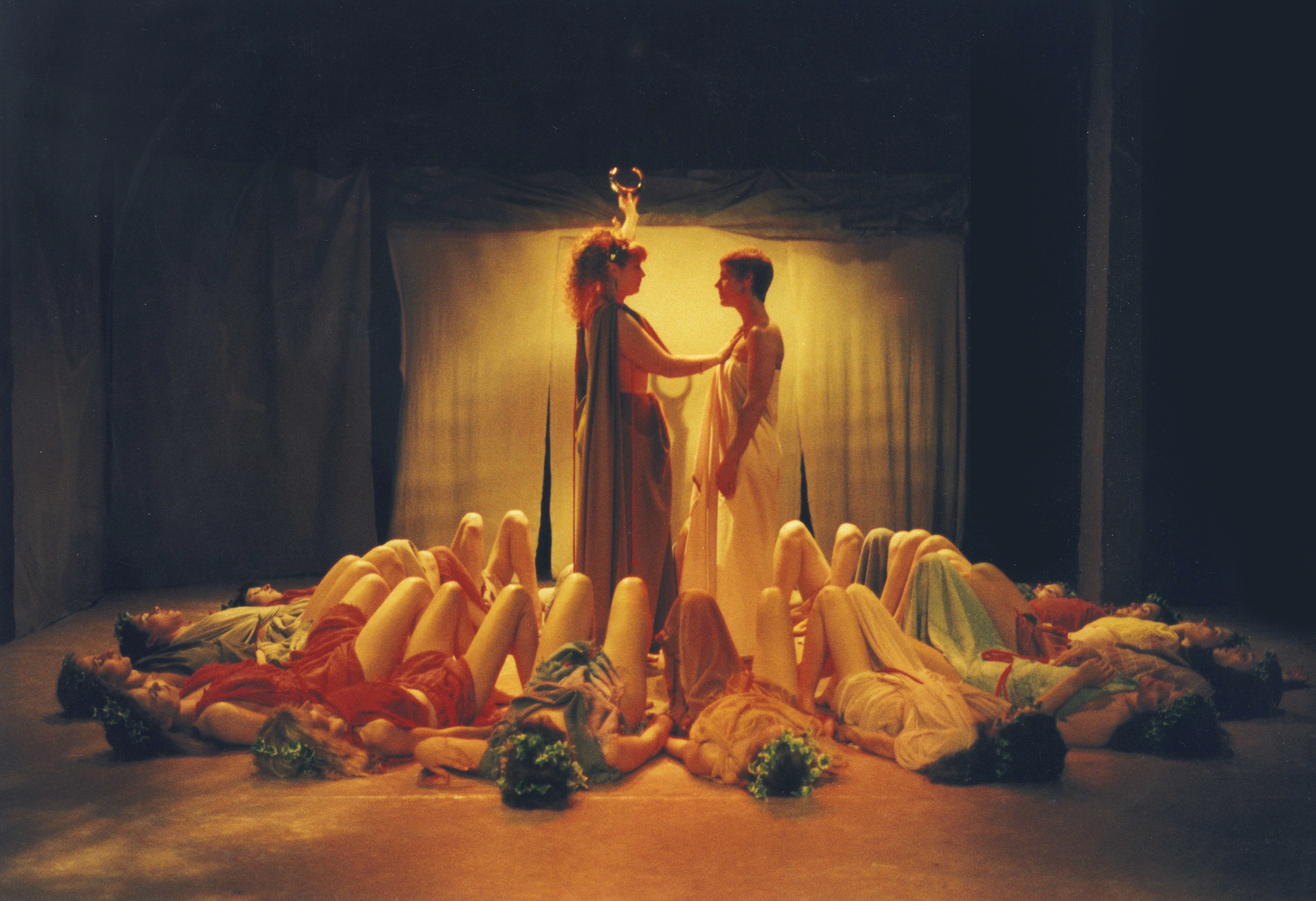
Les Bacchantes mis en scène par Brad Mays à Los Angeles en 1997.

Les Bacchantes (en grec ancien Βάκχαι / Bákkhai) est une tragédie grecque d'Euripide représentée en 405 av. J.-C.
Cette pièce prend pour sujet le retour du dieu Dionysos à Thèbes, sa patrie, et la vengeance qu'il tire de ses tantes, qui ont insulté sa mère Sémélé, et du roi Penthée, son cousin, qui refuse de reconnaître son culte. Le terme bacchante (ou ménade) désigne les femmes qui rendaient un culte à Dionysos (en référence à l'autre nom du dieu, Bacchos, devenu Bacchus dans la mythologie romaine).

## Genèse et création
En 408, Euripide a quitté Athènes pour la cour du roi de Macédoine Archélaos Ier à Pella ; il y écrit deux pièces, Les Bacchantes et Archélaos (aujourd'hui perdu). Il meurt dans l'hiver 407-406. C'est son fils, Euripide le Jeune, qui présente la pièce pour son père au concours des Grandes Dionysies au printemps 405, avec Iphigénie à Aulis et Alcméon à Corinthe ; la trilogie obtient le premier prix.

## Personnages
- Dionysos
- Chœur des Bacchantes
- Tirésias
- Cadmos
- Penthée
- Un serviteur
- Premier messager
- Second messager
- Agavé

La scène est à Thèbes.

## Résumé de l'œuvre
Zeus a partagé la couche de la mortelle Sémélé, fille du roi de Thèbes Cadmos. Par suite de la jalousie d'Héra, il foudroie Sémélé, mais il tire alors son fils du ventre de sa mère et, s'entaillant la cuisse, y coud l'enfant pour mener sa gestation à terme. L'enfant est appelé Dionysos.
Dionysos passe son enfance et son adolescence en Lydie, où il est adoré. Il retourne ensuite, sous les traits d'un mortel accompagné de bacchantes, à Thèbes, sa ville natale, où il rencontre l'hostilité de sa famille. Il cherche à se venger de Penthée, son cousin (qui refuse de le reconnaître et de l'honorer comme un dieu), ainsi que de tous ceux qui nient qu'il soit né de Zeus. Rapidement, il rend les femmes  de la cité délirantes, les entraîne  à sa suite et les emmène dans la forêt, où elles se livrent au culte orgiaque de Dionysos. Parmi elles se trouve Agavé, la mère de Penthée.
Cadmos décide alors d'autoriser le culte demandé, non pas parce qu'il est convaincu de sa divinité, mais parce que cela sert l'honneur et l'intérêt de sa famille. Le devin Tirésias trouve également que cette attitude est la plus sûre et la plus diplomate.
Penthée découvre la situation et décide d'y mettre bon ordre, car son grand-père lui a commis le gouvernement de la cité. Il fait emprisonner l'étranger, qui n'oppose aucune résistance, et les femmes qui l'accompagnent. Les bacchantes sont alors poussées à la folie furieuse par le dieu ; elles détruisent et tuent tout ce qui se trouve sur leur passage.
L'étranger, miraculeusement libéré, propose à Penthée de se cacher, habillé en bacchante, sur le mont Cithéron pour constater par lui-même les orgies dionysiaques. Persuadé que ce sont les plaisirs interdits qui attirent les femmes dans la montagne, Penthée accepte, et se ridiculise en portant des habits de femme. En se rendant dans la montagne, il est découvert par les bacchantes, qui le réduisent en pièces sur l'ordre de Dionysos, Agavé à leur tête. Ce n'est qu'après avoir rapporté en triomphe la tête de Penthée au palais qu'elle s'aperçoit avec horreur qu'elle a tué son propre fils.
Dionysos apparaît alors, triomphant, ayant brisé à la fois ceux qui niaient sa divinité et ceux qui ne l'acceptaient que par intérêt et par prudence.

## Arbre généalogique
|  |  |      |      |      |      |      |      |          |          |          |          |          |          |        |        |        |        | Cadmos |        |  |  |         |         |         |         |         |         |  |  |  |  |  |  |  |  |  |  |  |  |  |  |  |  |  |  |
|  |  |      |      |      |      |      |      |          |          |          |          |          |          |        |        |        |        |        |        |  |  |         |         |         |         |         |         |  |  |  |  |  |  |  |  |  |  |  |  |  |  |  |  |  |  |
|  |  |      |      |      |      |      |      |          |          |          |          |          |          |        |        |        |        |        |        |  |  |         |         |         |         |         |         |  |  |  |  |  |  |  |  |  |  |  |  |  |  |  |  |  |  |
|  |  | Zeus | Zeus | Zeus | Zeus | Zeus | Zeus |          |          |          |          |          |          | Sémélé | Sémélé | Sémélé | Sémélé | Sémélé | Sémélé |  |  | Agavé   | Agavé   | Agavé   | Agavé   | Agavé   | Agavé   |  |  |  |  |  |  |  |  |  |  |  |  |  |  |  |  |  |  |
|  |  | Zeus | Zeus | Zeus | Zeus | Zeus | Zeus |          |          |          |          |          |          | Sémélé | Sémélé | Sémélé | Sémélé | Sémélé | Sémélé |  |  | Agavé   | Agavé   | Agavé   | Agavé   | Agavé   | Agavé   |  |  |  |  |  |  |  |  |  |  |  |  |  |  |  |  |  |  |
|  |  |      |      |      |      |      |      |          |          |          |          |          |          |        |        |        |        |        |        |  |  |         |         |         |         |         |         |  |  |  |  |  |  |  |  |  |  |  |  |  |  |  |  |  |  |
|  |  |      |      |      |      |      |      | Dionysos | Dionysos | Dionysos | Dionysos | Dionysos | Dionysos |        |        |        |        |        |        |  |  | Penthée | Penthée | Penthée | Penthée | Penthée | Penthée |  |  |  |  |  |  |  |  |  |  |  |  |  |  |  |  |  |  |

## Représentations notables
- 1969 : Dionysus in 69 (pièce) (en) : une réécriture de la pièce originale a été jouée aux États-Unis par la troupe théâtrale Performance Group, dans une mise en scène par Richard Schechner. Elle met en scène un Penthée attiré par les femmes et un Dionysos qui le fera basculer du côté de l'homosexualité, de la décadence. Brian De Palma en filme une représentation, avec le système de l'écran divisé, montrant d'un côté la scène, de l'autre le public ; le film Dionysus in '69 sort en 1970[1],[2].
- 1974 : Berlin, Schaubühne, mise en scène de Klaus Michael Grüber.
- 1977 : Paris, Comédie Française, mise en scène de Michael Cacoyannis, dans la traduction de Maurice Clavel.
- 1997 : Épidaure, Théâtre National de Salonique et Festival d’Épidaure, mise en scène de Matthias Langhoff[3].
- 2005 : Paris, Comédie Française, mise en scène d'André Wilms ; avec Catherine Samie, Catherine Salviat, Denis Podalydès, Éric Ruf[4].
- 2007 : Festival international d'Édimbourg, mise en scène de David Greig ; avec Alan Cumming (rôle de Dionysos), dix chanteurs de gospel (chœur)[5].

## Adaptations
- 1961 : Les Bacchantes (Le baccanti), péplum franco-italien, réalisé par Giorgio Ferroni avec Pierre Brice dans le rôle de Dionysos, Taina Elg dans celui de Dirce, Alberto Lupo dans celui de Penthée.